# چنادی
چنادی (به ایتالیایی: Cenadi) یک کومونه در ایتالیا است که در استان کاتانزارو واقع شده‌است.

## خصوصیات
چنادی ۱۱ کیلومترمربع مساحت و ۵۷۳ نفر جمعیت دارد و ۵۳۹ متر بالاتر از سطح دریا واقع شده‌است.